# Tajgafästing
Tajgafästing eller Ixodes persulcatus är en fästingart som beskrevs av Schulze 1930. Ixodes persulcatus ingår i släktet Ixodes och familjen hårda fästingar. Inga underarter finns listade i Catalogue of Life.

## Utbredning
Taigafästingen förekommer från östra Lettland och östra Estland genom ryska taigazonen över Mongoliet och Folkrepubliken Kina samt österut till de nordliga delarna av Japan. I Finland rapporterades en permanent population 2004 och taigafästingen har sedan påträffats på flera olika platser i landet. Arten bedöms våren 2019 som etablerad i norra Sveriges kust och inland.